# 14583 Lester
A 14583 Lester (ideiglenes jelöléssel 1998 RN61) a Naprendszer kisbolygóövében található aszteroida. A LINEAR projekt keretében fedezték fel 1998. szeptember 14-én.